# Rhapsody in School
Rhapsody in School ist eine ehrenamtliche Künstlerinitiative, bei der Profimusiker Bildungseinrichtungen besuchen, um den Schülern Musik hautnah näherzubringen, darunter auch deutsche Schulen im Ausland sowie internationale Schulen. Das Projekt geht auf eine Idee des Pianisten Lars Vogt (1970–2022) zurück. Träger der Institution ist das in Hamburg ansässige sowie gemeinnützig organisierte Kulturunternehmen  Tonali.

## Geschichte und Konzept
Rhapsody in School wurde 2005 von  klassischen Musikern gegründet. Besucht werden Grund-, Haupt-, Real-, Förder- und Berufsschulen, Gymnasien sowie Gesamtschulen in ganz Deutschland mit dem Schwerpunkt Hauptschulen. Europaweit werden etwa Österreich, die Schweiz oder Montenegro besucht, weltweit Korea oder Australien.
Die Künstler kommen an Vormittagen für meist zwei Unterrichtsstunden mit den Schülern in ihren Klassenzimmern, im Musiksaal oder der Sporthalle ins direkte Gespräch und machen sie mit ihren Instrumenten und der Musik vertraut.  Wichtig ist dabei vor allem die Interaktion, die persönliche Begegnung. Zu den vielen hundert Musikern, die sich bereits beteiligt haben zählen etwa Iveta Apkalna, Asasello Quartett, Michael Barenboim, Lea Birringer, Calmus Ensemble Leipzig, Danae Dörken, Kiveli Dörken, Thomas Duis, Helmut Eisel, Henriette Gärtner, Alban Gerhardt, Catherine Gordeladze, Laetitia Hahn, Franziska Hölscher, Daniel Hope, Igor Levit, Sabine Meyer, Nils Mönkemeyer, Daniel Müller-Schott, Benyamin Nuss, Dorothee Oberlinger, Christiane Oelze, Sophie Pacini, Emmanuel Pahud, Nicolai Pfeffer, Theo Plath, Christoph Poppen, Christoph Prégardien, Konstantin Reinfeld, Olga Scheps, Christian Schmitt, Singer Pur, Martin Stadtfeld, Christian Tetzlaff, Tanja Tetzlaff, Klaus Florian Vogt, Jörg Widmann, Kemal Cem Yilmaz, Christian Zacharias und Tabea Zimmermann.
Neben dem Hauptprojekt Rhapsody in School gibt es weitere Segmente unter dem Motto:
• Rhapsody goes Opera – Erlebnis Oper
Beteiligt sind vor allem das Internationale Opernstudio Köln sowie die Deutsche Oper Berlin und die Staatsoper Berlin sowie das Theater Münster, die die Klassen auch in ihr Opernhaus einladen.
• Rhapsody in Concert – Organisation von Konzerten
Dieses Teilprojekt widmet sich speziellen Konzertveranstaltungen für Kinder, Jugendliche und Familien, so im Konzerthaus Berlin, der Tonhalle Düsseldorf oder der Glocke Bremen. Jugendliche spielen hier zusammen neben einem Berufsmusiker („side-by-side concert“).
• Rhapsody Plus
Dieses Teilprogramm beinhaltet Hospitationen, Praktika und Berufsfeldqualifikationen im Bereich Musikvermittlung sowie Untersuchungsfelder für Bachelor- und Magisterarbeiten, Doktoranden und Forschungsarbeiten.
 

## Förderer, Partner und Unterstützer
Zu den zahlreichen Förderern zählen unter anderem die Deutsche Bank Stiftung, die Allianz Kulturstiftung, die Stiftung Würth sowie der G. Henle Verlag und die Imhoff-Stiftung.

## Auszeichnungen und Ehrungen
- 2014: Echo Deutscher Musikpreis Klassik 2014 in der Kategorie Nachwuchsförderung für nachhaltiges Bildungsengagement – mit dem Ziel, die junge Generation zu unterstützen, ihre Potenziale zu entdecken und sich selbstbestimmt zu entwickeln.

## Einzelbelege
1. ↑  Homepage Rhapsody in School, abgerufen am 3. Dezember 2021